# Vol 622 de Bangkok Airways
El 4 d'agost de 2009, a l'illa de Ko Samui (Tailàndia), Àsia va sofrir el seu segon accident aeri en dos dies. Un ATR-72 va sortir-se de la pista.

## Accident
El vol 622 de Bangkok Airways, es disposava a enllaçar dos dels centres més importants turístics: Krabi i Koh Samui. Però en aterrar, se surt de pista i s'estavella contra una torre de control en desús, i s'incendia. Mor el pilot, i 41 persones resulten ferides. L'aparell, un ATR-72, tenia poc més de vuit anys, i ja havia operat anteriorment per a Bangkok Airways.